# Сетон, Роберт, 1-й граф Уинтон
Роберт Сетон, 1-й граф Уинтон (англ. Robert Seton, 1st Earl of Winton; 1553 — 22 марта 1603) — шотландский пэр, один из сторонников Марии Стюарт, королевы Шотландии.

## Ранние годы
Родился в 1553 году. Второй сын Джорджа Сетона, 7-го лорда Сетона (1531—1586), и Изабель Гамильтон (1529—1604), дочери сэра Уильяма Гамильтона из Санкуара, капитана Эдинбургского замка, и Джин Кэмпбелл.
Роберт Сетон вырос активным в делах своего отца и государства. Он рано получил образование во Франции и сопровождал своего отца во время его пребывания в качестве посла во Франции во время правления королевы Марии. В юности он был близким другом детства сына королевы, будущего короля Якова VI Стюарта.

## Битва при Лангсайде
Как и его отец, Роберт Сетон был сильно привязан к королеве и королевскому дому Стюартов и участвовал в отцовской спасательной экспедиции для королевы Марии из замка Лохливен. Он также присутствовал в битве при Лангсайде в 1568 году. Позже он был одним из тех, кто спас короля Якова VI из рук Дугласов и поддерживал своего монарха во время рейда Гоури и других заговоров того времени.

## Поместья
В январе 1586 года после смерти своего отца Роберт Сетон стал 8-м лордом Сетоном. Хотя его отец оставил поместья, сильно обремененные из-за больших расходов на несколько посольств и потерь, понесенных из-за того, что он присоединился к партии королевы, все же благодаря благоразумию и способностям он вскоре смог привести свои дела в хорошее состояние и обеспечить как сыновей, так и дочерей приличным состоянием. Он был очень гостеприимен во дворце Сетон, где благородно принимали короля и королеву, послов и знатных незнакомцев".
В августе 1594 года Роберт Сетон был великим мастером королевского двора во время крещения принца Генриха в замке Стерлинг. Эту государственную роль обычно занимал граф Аргайл, но он был в немилости. Когда король Яков VI планировал посетить запад и острова Шотландии в августе 1598 года, лорд Сетон был назначен председателем Тайного совета.
Он улучшил свою собственность, особенно работая в старой гавани Кокензи, рыбацкой деревушке глубокой древности на заливе Ферт-оф-Форт, чтобы разместить суда большего размера. В январе 1599 года король Яков VI даровал ему хартию под Большой печатью Шотландии, касающуюся Кокензи, который ранее был превращен в свободный порт и баронский город. Он был большим любимцем Якова VI, который 16 ноября 1600 года в Холирудском дворце пожаловал ему титул 1-го графа Уинтона.

## Религия
Строгий католик, граф и его семья страдали от оскорблений со стороны пресвитериан Хаддингтона, Ист-Лотиан, как видно из записей.
Одна запись гласит следующее:
«1597. Церковь Сетона. Пресвитерия спросила лорда Сетона, позволит ли он им посидеть в церкви Сетона в течение двух или трех дней, потому что они должны „объехать“ все церкви в пределах их границ; но его светлость полностью отказался». Протестантское богослужение никогда не проводилось в церкви Сетона, так как после того, как семья согласилась, они посетили приходскую церковь Транента, оставив свою собственную церковь заброшенной, как она и оставалась с тех пор.

## Брак и дети
В 1582 году лорд Сетон женился на леди Маргарет Монтгомери (? — 9 апреля 1624), старшей дочери Хью Монтгомери, 3-го графа Эглинтона (ок. 1531—1585), и Агнес Драммонд (ок. 1531—1589/1590). У супругов было пять сыновей и дочь:
- Роберт Сетон, 2-й граф Уинтон (ок. 1583 — январь 1634), старший сын и преемник отца
- Джордж Сетон, 3-й граф Уинтон (декабрь 1584 — 17 декабря 1650)
- Сэр Александр Сетон из Фоулструтера (1588 — 7 января 1661), сменивший на этом посту 6-го графа Эглинтона.
- Сэр Томас Сетон из Оливестоба, женат на Агнес Драммонд
- Сэр Джон Сетон из Сен-Жермена, который женился на Маргарет Келли
- Леди Изабель Сетон (род. 30 ноября 1593), 1-й муж с 1606 года Джеймс Драммонд, 1-й граф Перт (ок. 1580—1611); 2-й муж с 1614 года Фрэнсис Стюарт, мастер Ботвелл (1584—1639), старший сын Фрэнсиса Стюарта, 1-го графа Ботвелла[1].

## Смерть и погребение
В своем последнем завещании, датированном 28 февраля 1603 года, граф Уинтон написал: «Мое тело должно быть похоронено целиком самым скромным, тихим, скромным и христианским образом без всякой чрезвычайной помпы или незаконной церемонии в моей церкви Колледжа Сетона среди моих предков достойной памяти». Под словами «незаконная церемония» убежденный старый католический дворянин, возможно, имел в виду, что он не хотел никакого протестантского вмешательства или обрядов шотландской церкви на своих похоронах. Он был похоронен во вторник, 5 апреля, в тот же день, когда король Шотландии Яков VI отправился из Эдинбурга в Лондон, чтобы стать королем Англии Яковом I. Компания короля ждала в саду дворца Сетон, пока не закончились похороны, чтобы скорбящие не ушли, чтобы последовать за королем.